# Рязанское (Калининградская область)
Рязанское (до 1938 — Халлвишкен (нем. Hallwischken), до 1946 — Халльвег (нем. Hallweg)) — посёлок в Озёрском городском округе, до 2014 года входил в состав Гавриловского сельского поселения.

## История
В 1938 году Халлвишкен был переименован в Халльвег, в 1946 году — в поселок Рязанское.

## Население
| 1818 | 1907 | 1933 | 1939 | 2002 | 2010 |
| ---- | ---- | ---- | ---- | ---- | ---- |
| 131  | ↗210 | ↗392 | ↘338 | ↘99  | ↘69  |